# Церковь Святой Аврелии (Страсбург)
Церковь Святой Аврелии в Страсбурге (иногда, ошибочно «Церковь Святого Аврелия»; фр. Église Sainte-Aurélie de Strasbourg, нем. Aurelienkirche) — протестантская церковь, расположенная на западе города Страсбург (Эльзас, Гранд-Эст), рядом с местным железнодорожным вокзалом; впервые упоминается в документах за 801 год как церковь Святого Мориса; является одной из самых старых церквей города и историческим памятником; была переименована в честь Аурелии Страсбургской около 1324 года. Здание храма было полностью перестроено в XVIII веке: барочная церковь была открыта в 1765 году.

## История и описание
Церковь Святой Аврелии первоначально была построена в Страсбурге как часовня на раннехристианском кладбище — она впервые упоминается в документах VIII века (точно — в 801 году) как церковь Святого Мориса. Постепенно «народное» название, связанное с городским культом Святой Аврелии, вытеснило официальное. В своей нынешней планировке церковь состоит из массивной романской башни-колокольни, воздвигнутой в XII веке и перестроенной в XIV веке, имеющей мало декоративных элементов — а также, из хора и широкого барочного нефа без трансепта, добавленного к зданию в 1765 году. Расширение сделало храм крупнейшей новой церковью в городе в XVIII веке. В церкви сохранился колокол, отлитый в 1410 году (в 1964 году к нему были добавлены два новых), и башенные часы, созданные Жаном-Батистом Швильге в 1845 году; кафедра храма была создана в 1670 году, а алтарь — в 1699.